# Röhrichte und Salzwiesen am Süßen See
Röhrichte und Salzwiesen am Süßen See este o arie protejată (arie specială de conservare — SAC, sit de importanță comunitară — SCI) din Germania întinsă pe o suprafață de 57 ha, integral pe uscat.

## Localizare
Centrul sitului Röhrichte und Salzwiesen am Süßen See este situat la coordonatele 51°29′51″N 11°39′36″E / 51.4975°N 11.66°E.

## Înființare
Situl Röhrichte und Salzwiesen am Süßen See a fost declarat sit de importanță comunitară în octombrie 2000 pentru a proteja 1 specie de animale. Situl a fost protejat și ca arie specială de conservare în decembrie 2018.

## Biodiversitate
Situată în ecoregiunea continentală, aria protejată conține 2 habitate naturale: Pășuni continentale udate de apa mării, Fânețe de joasă altitudine (Alopecurus pratensis, Sanguisorba officinalis).
La baza desemnării sitului se află o specie protejată de  nevertebrate: Vertigo angustior
Pe lângă speciile protejate, pe teritoriul sitului au mai fost identificate 11 specii de plante, 2 specii de amfibieni, 13 specii de nevertebrate, 2 specii de reptile.